# Rolf Ackermann (Kriminalist)
Rolf Ackermann (* 31. Dezember 1934 in Rudolstadt/Thüringen; † 24. Februar 2024 in Berlin) war ein deutscher Kriminalist und Kriminalwissenschaftler.
Er gehörte zu den Gründungsmitgliedern des Vereins Deutsche Gesellschaft für Kriminalistik.

## Leben
Nach dem Abschluss der 10. Klasse machte Rolf Ackermann eine Ausbildung zum Feinmechaniker in den Röntgenröhrenwerken Rudolstadt. 1952 trat er in die Deutsche Volkspolizei als Sachbearbeiter bei der Kriminalpolizei ein. Später wurde er Kommissariatsleiter in den Volkspolizei-Kreisämtern Rudolstadt und Jena. Von 1965 bis 1970 absolvierte er ein Fernstudium der Kriminalistik an der Humboldt-Universität zu Berlin, das er als Diplomkriminalist abschloss. Der Titel seiner Diplomarbeit lautete: Die kriminalistische Identifizierung von Personen an Hand ihrer Bewegungseigenschaften. Ab 1971 war er wissenschaftlicher Mitarbeiter des Kriminalistischen Instituts der Deutschen Volkspolizei in Berlin. Dort war er Leiter des Fachbereichs Kriminalistische Taktik und Methodik und auch Leiter von Forschungsprojekten zur Wissenschaftsentwicklung der Kriminalistik, zur Taktik und Methodik der Beweisführung im Ermittlungsverfahren und zur Untersuchung von Großschadensereignissen. Er erarbeitete wissenschaftlich-praktische Handlungsanleitungen für die Untersuchung verschiedener Delikte.
1979 wurde er zum Dr. jur. promoviert mit einer Dissertation Zur Methodik der differenzierten Untersuchungsplanung, die er zusammen mit Ernst Strauß verfasste.
1987 wurde er als Dr. sc. jur. habilitiert mit einem Werk Zur Vervollkommnung der Arbeitsweise, Taktik und Organisation der Aufklärung von gemäß § 143 Ziffer 1 StPO vorläufig eingestellten Ermittlungsverfahren.
Ab 1990 war er Referatsleiter für Rechts- und Grundsatzfragen im Zentralen Kriminalamt (ZKA) der DDR. Anschließend Leiter der Arbeitsgruppe „Kriminalistisch-kriminologische Forschung und Aus- und Weiterbildung“ im Gemeinsamen Landeskriminalamt (GLKA) der neuen Bundesländer.
1992 wurde er Dozent für Kriminalistik an der Fachhochschule für öffentliche Verwaltung des Landes Brandenburg (FHöV) in Bernau. Als stellvertretender Dekan war er zuständig für den Fachbereich Polizeivollzugsdienst. 1994 wurde er zum Professor für Kriminalistik berufen und zum stellvertretenden Direktor der FHöV ernannt. 1998 erfolgte eine Ernennung zum stellvertretenden Präsidenten der inzwischen gebildeten Fachhochschule der Polizei des Landes Brandenburg in Basdorf.
Am 31. Dezember 1999 wurde er emeritiert. Weitere Lehraufträge hatte er an der Humboldt-Universität zu Berlin, an der Friedrich-Schiller-Universität Jena, der Europa-Universität Viadrina in Frankfurt (Oder), der Ruhr-Universität Bochum und an der Fachhochschule für öffentliche Verwaltung, Polizei und Rechtspflege in Güstrow.
Er war Mitinitiator und Gründungsmitglied der 2003 in Basdorf gegründeten Deutschen Gesellschaft für Kriminalistik (DGfK e. V.), deren zentrales Anliegen es ist, Wissenschaft, Praxis sowie Aus- und Weiterbildung der Kriminalistik zu fördern. Zu den Gründungsmitgliedern zählen namhafte Kriminalwissenschaftler wie Ernst-Heinrich Ahlf und Armin Forker. Ackermann war langjähriges Vorstandsmitglied mit den Schwerpunktaufgaben kriminalistische Aus- und Weiterbildung sowie internationale Zusammenarbeit. Sein Wirken galt vor allem der Implementierung eines hochschulischen bzw. universitären Studienganges der Kriminalistik in Deutschland.
Rolf Ackermann verstarb am 24. Februar 2024 in Berlin im Alter von 89 Jahren.

## Wissenschaftliche Tätigkeitsschwerpunkte
- Weiterentwicklung der Kriminalistik als Wissenschaft
- Planmäßiges, wissenschaftsbasiertes Handeln bei der Untersuchung von Straftaten (Kriminalistische Fallanalyse, Versionsbildung, Untersuchungsplanung)
- Methodik des Ersten Angriffs, der Brennpunktbekämpfung, der Täterermittlung und der Vernehmung sowie ausgewählter Aspekte der Kriminaltechnik
- Forschungskooperation und internationale Zusammenarbeit bei der Verbrechensbekämpfung
- Entwicklung von Standards für die Lehre im Fach Kriminalistik und Implementierung eines hochschulischen bzw. universitären Studiengangs der Kriminalistik

## Veröffentlichungen (Auswahl)
- Kriminalistik als Wissenschaft im System der Kriminalwissenschaften, Sonderdruck der Zeitschrift Kriminalistik – Unabhängige Zeitschrift für die kriminalistische Wissenschaft und Praxis, Verlag C.F.Müller, Heidelberg, 2000
- Die Identifizierung von Personen anhand des Gangbildes. Die kriminalistische Wiedererkennung von Personen anhand ihrer Bewegungseigenschaften, in: Kriminalistik – Unabhängige Zeitschrift für die kriminalistische Wissenschaft und Praxis, Heft 4/2001, S. 253–259, Verlag C.F.Müller, Heidelberg
- Die Bearbeitung von Vermisstensachen, Lehrmaterial, Fachhochschule der Polizei des Landes Brandenburg, Basdorf 2001
- Kriminalistische Handlungslehre. Lehr- und Studienbriefe Kriminalistik Nr. 28, Verlag Deutsche Polizeiliteratur, Hilden 2002
- Zusammenhang von kriminalistischer Hypothesen-/Versionsbildung und Fallanalyse, in: Kriminalistik – Unabhängige Zeitschrift für die kriminalistische Wissenschaft und Praxis, Teil 1: Heft 5/2005, S. 461 – 464, Teil 2: Heft 8–9/2005, S. 542 – 544, Teil 3: Heft 10/2005, S. 609 – 610 Verlag C.F.Müller, Heidelberg
- Kriminalistische Mindeststandards für die polizeiliche Ausbildung im Rahmen des Bachelor-Studiengangs an den Fachhochschulen/Fachbereichen Polizei des Bundes und der Länder in: Kriminalistik – Unabhängige Zeitschrift für die kriminalistische Wissenschaft und Praxis, Sonderdruck Heft 6/2006, S. 390–399, Verlag C.F.Müller, Heidelberg
- Unverdientes Schattendasein der Kriminalistik in Deutschland in: Der Kriminalist, Heft 12/2009–01/2010, S. 19 – 28, DBB Verlag GmbH, Berlin
- Von Gaunerzinken und Tatorten: Verschleierungstaktiken und die Phänomenologie des Verbrechens, in: Meyer, Anne-Rose und Sielke, Sabine (Hrsg.): Verschleierungstaktiken, Peter Lang Internationaler Verlag der Wissenschaften, Frankfurt 2011 (mit Thomas Gundlach)
- Kriminalistische Fallanalyse. Lehr- und Studienbriefe Kriminalistik/Kriminologie Bd. 13, 1. Aufl. 2010, 2. Aufl. 2013, Verlag Deutsche Polizeiliteratur, Hilden
- Schaffung eines einheitlichen europäischen kriminalistischen Raumes – Die Tätigkeit öffentlicher Organisationen zur Stärkung der internationalen Beziehungen, in: Kriminalistik – Unabhängige Zeitschrift für die kriminalistische Wissenschaft und Praxis, Heft 6/2020, S. 355 – 365, Verlag C.F.Müller, Heidelberg (mit Vidmantas Kurapka, Henryk Malewski und Valery Shepitko)
- Handbuch Erster Angriff (Band 1, 1977; Band 2, 1983), Untersuchungsplanung in Frage und Antwort (1. Aufl. 1985, 2. Aufl. 1989), Kriminalistische Untersuchungsplanung (1986, mit  Ernst Strauß)
- Der rote Faden – Grundsätze der Kriminalpraxis (13. – 15. Auflage, 2016 – 2023)
- Handbuch der Kriminalistik - Kriminaltaktik für Praxis und Ausbildung (1. – 6. Aufl., 2000 – 2022).

## Ehrungen
- 2011: Hans-Gross-Preis „Für herausragende Verdienste um die Kriminalistik“ des Bundes Deutscher Kriminalbeamter (BDK)
- 2014: Ehrenmitglied des BDK